# Hegesístrat de Sigeu
Hegesístrat de Sigeu (en llatí Hegesistratus, en grec antic Ἡγησίστρατος) va ser un fill de Pisístrat i d'una dona argiva.
El seu pare el va nomenar tirà de Sigeu (Mísia) i va mantenir el poder a la ciutat contra els atacs de Mitilene. Quan el seu germanastre Hípies va ser expulsat d'Atenes el 510 aC es va refugiar a Sigeu amb ell, segons Heròdot i Tucídides.